# Aethria ornata
Aethria ornata là một loài bướm đêm thuộc phân họ Arctiinae, họ Erebidae.